# 리덕스
리덕스(Redux)는 오픈 소스 자바스크립트 라이브러리의 일종으로, state를 이용해 웹 사이트 혹은 애플리케이션의 상태 관리를 해줄 목적으로 사용한다.

## 역사
1. ↑  “Releases – ReactJS/Redux”. 《GitHub》.